# Laramie, Wyoming
Laramie este un oraș și comitatului Albany din statul Wyoming, Statele Unite ale Americii. Populația orașului era de 27.204 de locuitori conform recensământului Statelor Unite din anul 2000, 2000 Census. Laramie se găsește pe râul cu același nume din sud-estul statului Wyoming, fiind situat la vest de capitala statului, Cheyenne, la intersecția dintre Interstate 80 și U.S. Route 287.

## Galerie de imagini

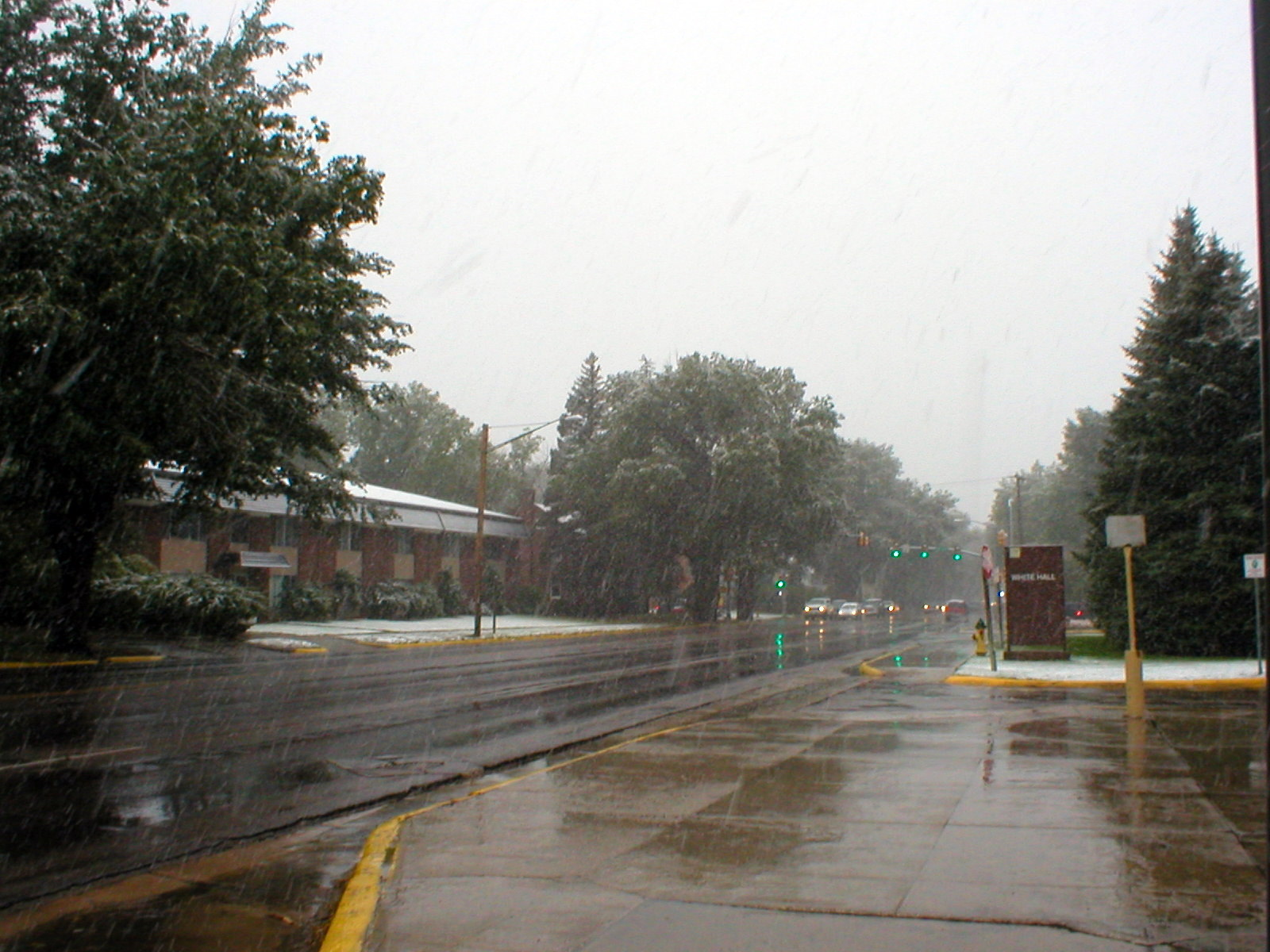
Grand Avenue, lăngâ Universitatea din Wyoming.
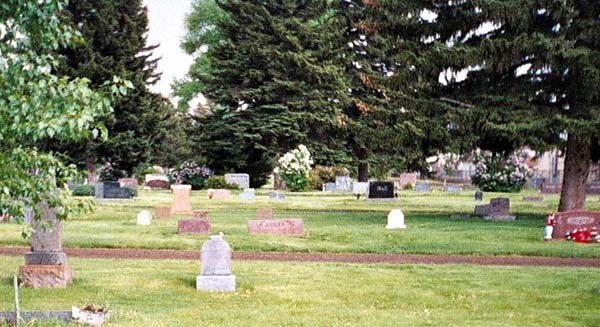
Parte din cimitirul Greenhill
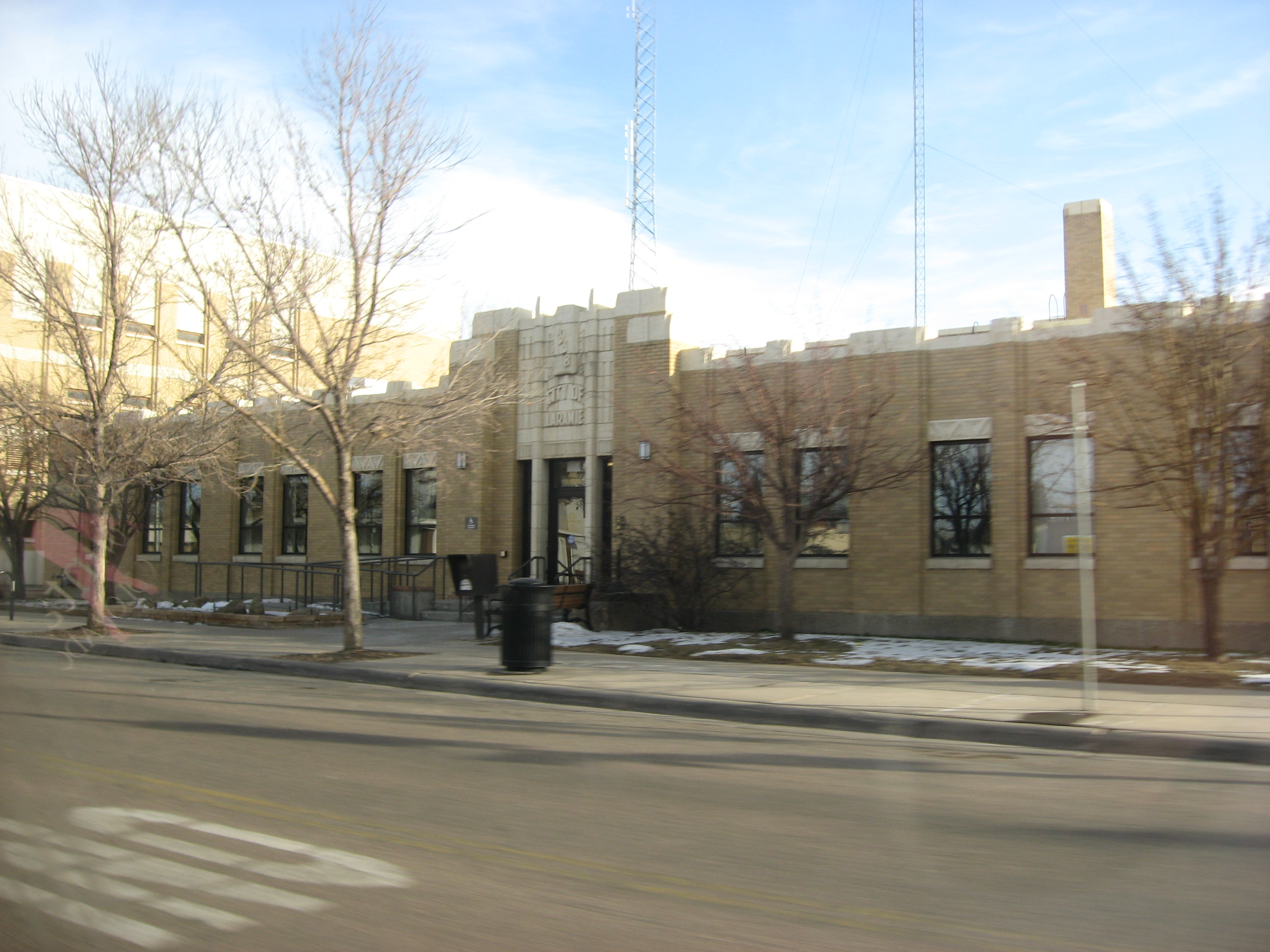
City Hall